# کتلین بتل
کتلین بتل (انگلیسی: Kathleen Battle؛ زادهٔ ۱۳ اوت ۱۹۴۸) یک موسیقی‌دان، خواننده و هنرپیشه اهل ایالات متحده آمریکا است.
علت شهرت کتلین بتل، صدایِ سوپرانوی خاص و وسعتِ صدای اوست.
وی دانش‌آموختهٔ دانشگاه سینسینتی است و تا کنون، بابت اجراهایش، برندهٔ جوایز گوناگونی از جمله جایزه امی، جایزه گرمی و جایزه «سِر لارنس الیویه» شده است.
او همچنین از شش دانشگاه آمریکایی، مدرک دکترای افتخاری دارد. این مراکز آموزشی عبارتند از: دانشگاه سینسینتی، کالج موسیقی وستمینتسر، دانشگاه اوهایو، دانشگاه زویر، کالج آمهرست و دانشگاه سیتون هال
از فیلم‌ها یا برنامه‌های تلویزیونی که وی در آن نقش داشته است می‌توان به فانتازیا ۲۰۰۰ اشاره کرد.